# جوناثان سيويل
جوناثان سيويل (بالإنجليزية: Jonathan Sewell)‏ هو قاضي أمريكي، ولد في 6 يونيو 1766 في كامبريدج في الولايات المتحدة، وتوفي في 11 نوفمبر 1839 في مدينة كيبك في كندا.